# Мещанское управление
Меща́нское управле́ние (также меща́нское самоуправле́ние) — сословное самоуправление мещанства в Российской империи.

## Законодательство
Закон предполагал, что мещане каждого города составляли особое сословное общество, и, как общество, имели определённую организацию. Но в реальной жизни законодательство чётко определяло состав мещанских управления только в отношении столиц (Санкт-Петербурга и Москвы, а также Одессы, в которых интересы мещан представляло собрание выборных, избирающих должностных лиц мещанского управления; выборные назначались на мещанских сходах. 
При этом в других городах состав сходов оставался законом неопределённым, и в мещанских сходах принимали участие мещане, достигшие двадцати одного года и обладавщие некоторым имущественным цензом, без точного определения его размеров. Сход созывался мещанским старостой или мещанской управой, если она имелась. Если первое собрание мещан было недействительным из-за недостаточности кворума, то второе считалось действительным при любом числе присутствующих, так что в действительности дела мещанского управления вершились сравнительно небольшой группой лиц. Председательствовал на сходе мещанский староста.
По мнению комментаторов, мещанское самоуправление, лишь в весьма слабой степени служило пользам и нуждам членов сословия. Оно вынуждено выполнять на деле задачи, которые, по своему существу, должны были лежать на правительственной власти и, таким образом, являлось бесплатным (для государства) органом финансово-полицейского управления.
Постоянные органы мещанского управления имели неодинаковый состав в разных городских поселениях. В городах, где действовало полное городское общественное управление, в зависимости от величины города, мещанское управление состояло или из одного мещанского старосты, или из старосты с помощниками, или из мещанской управы с несколькими членами и мещанским старостой-председателем. В городах с упрощённым городским управлением обязанности мещанского старосты или мещанской управы лежали на городском старосте. Но и при упрощённом управлении сохранялись мещанские сходы, состав которых зависел как от обычая, так и в значительной степени от усмотрения мещанского и общего административного управления.
Точного распределения обязанностей между различными органами мещанского управления не было. Закон также не предусматривал порядка приведения в исполнение решений мещанских обществ, в этой области действовало в большой степени усмотрение местных властей. Однако, для  некоторых постановлений[каких?] требовалось утверждение губернатора.

## Обязанности
Мещанское управление вело списки членов сословия, и от него формально зависел приём новых членов. Однако, некоторые разряды лиц[какие?] имели право приписываться к мещанским обществам без их согласия.
До конца XIX века мещанские общества могли передавать в распоряжение правительства для ссылки в Сибирь своих "порочных членов". 
Мещанское управление выдавало виды на отлучку подведомственным лицам. Главным же назначением мещанского управления было взимание разных податей и сборов с мещан. 
В законе не говорилось прямо о том, что на мещанском управлении лежало призрение своих членов, сделавшихся неспособными к труду, больных и престарелых. Но, по существу, на нем, как и на других сословных самоуправлениях, лежала забота обо всех вообще нуждах членов сословия, включая призрение. Оказание помощи нуждающимся сочленам составляло одну из важных задач мещанского управления, так как общее городское управление, находившееся под контролем обеспеченных слоёв населения, проявляло мало заботы о массе городского населения, принадлежащего к мещанству. Так, городское управление нередко было не в состоянии учреждать в достаточном числе даже школы для начального обучения, ещё меньше делалось в отношении призрения бедняков, потерявших способность к труду вследствие старости и болезней. В силу необходимости мещанское самоуправление заменяло в значительной степени во всех этих отношениях общее городское управление: на сословные средства самого беднейшего городского населения создавались школы, больницы, амбулатории, богадельни, рабочие дома. Из тех же средств выдавались разные пособия: на похороны, на воспитание детей, на приданое бедным невестам и так далее. 
В отношении сословных сборов мещане несли круговую поруку. Отменённая для казённых сборов, она была сохранена по отношению к сословным сборам, даже после принятия закона от 5 октября 1906 года, отменившего круговую ответственность в платежах для крестьян. Мещане несли также по круговой поруке, ответственность в расходах на лечение недостаточных членов своего сословия в разных казенных и общественных (земских и городских) больницах. 